# 모모이 히토미
모모이 히토미(モモイヒトミ)는 일본의 가수로, I've Sound의 참여 가수이다.

2001년에 발매되었던 I've와 P.O.R(현재 POR)의 콜라보레이트 CD "G-Mix" 의 「uneasy -Remix-」으로 아이브에 참여했다. 그리고 2006년 4월 자신의 음악 활동에 전념하기 위해 I've를 졸업했다. 졸업한 이후에도 「Cherish」라는 노래를 불렀다.

## 프로필
- 생년월일 : 1974년 4월 1일

## 노래들

### 솔로
- Cherish
- D-THREAD
- D-THREAD -Remix-
- DROWNING
- DROWNING -Album Mix-
- DROWNING -ghetto blaster style-
- GREEDY
- philosophy
- philosophy “Mixed up POR Style”
- spillage
- uneasy -Remix-
- Velocity of sound
- Velocity of sound [Normal Effects]
- 戀のマグネット
- こなたよりかなたまで
- 虹の生まれる街

### 유닛

#### I've Special Unit
- Fair Heaven
- See You ~小さな永遠~ -P.V ver.-